# Comité Olímpico Nacional Holandês
O Comité Olímpico Holandês*Federação dos Desportos Holandesa, (em neerlandês:  Nederlands Olympisch Comité*Nederlandse Sport Federatie), abreviada geralmente para NOC*NSF, é a organização que coordena os desportos holandeses, funcionando também como Comité Olímpico Nacional e Comité Paralímpico Nacional.
Está sediada no Centro Desportivo Nacional Papendal, perto de Arnhem, congregando 90 organizações desportivas que representam cerca de 2700 clubes individuais.

## História
O Comitê Olímpico Neerlandês (NOC) foi fundado em 11 de setembro de 1912 no Grand Hotel Krasnapolsky em Amsterdã. A iniciativa de estabelecer o NOC veio de Jasper Warner e Carl Hirschman, presidente e secretário da associação de futebol, e de F.W.C.H. Barão Van Tuyll van Serooskerken, que se tornou o primeiro presidente. O objetivo do NOC era promover o esporte em geral e preparar e orientar as seleções nacionais que seriam enviadas aos Jogos Olímpicos. Para enfatizar o objetivo duplo, o nome NOC foi expandido em 1915 e Federação para Habilidades Físicas foi adicionado.
O NOC desempenhou um papel crucial na organização e participação nos Jogos Olímpicos de 1928 em Amsterdã, tendo recebido o direito de realizar os Jogos Olímpicos em 1921.
Em 1929, o NOC estabeleceu um escritório em Amsterdã, mas em 1930 mudou-se para Haia, onde permaneceu até 1990, embora em endereços diferentes. Em 1946, os estatutos foram alterados e o Comitê Olímpico Neerlandês se tornou a organização central do esporte nos Países Baixos.
Em 1959, ocorreu uma divisão e foi fundada a Federação Desportiva Neerlandesa (NSF), da qual K.J.J. Lotsy se tornou o primeiro presidente. A NSF ficou sediada em Haia até a criação do Centro Desportivo Nacional Papendal em Arnhem em 1971.
 Em 1990, o NOC também se mudou para Papendal e, em 1993, o Comitê Olímpico Neerlandês se fundiu com a Federação Desportiva Neerlandesa sob o nome de Comitê Olímpico Neerlandês*Federação Desportiva Neerlandesa (NOC*NSF).

## Presidentes
| Presidentes                                 | Anos de mandato |
| ------------------------------------------- | --------------- |
| Frederik, Barão Van Tuyll van Serooskerken  | 1912—1924       |
| Pieter Scharroo                             | 1924—1925       |
| Alphert, Barão Schimmelpenninck van der Oye | 1925—1943       |
| Erica Terpstra                              | 2003—2010       |
| André Bolhuis                               | 2010—2019       |
| Anneke van Zanen-Nieberg                    | 2019–presente   |

## Membros do COI
| Membro                                     | Anos de mandato |
| ------------------------------------------ | --------------- |
| Barão Frits Van Tuyll van Serooskerken     | 1898–1924       |
| Barão Alphert Schimmelpenninck Van der Oye | 1925–1943       |
| P. W. Scharroo                             | 1924–1957       |
| Charles Pahud de Mortanges                 | 1946–1964       |
| Herman Adriaan Van Karnebeek (1903-1989)   | 1964–1977       |
| Kees Kerdel                                | 1977–1986       |
| Els Van Breda Vriesman                     | 2001–2008       |
| Anton Geesink                              | 1987–2010       |
| Hein Verbruggen                            | 1998–2008       |
| Guilherme Alexandre dos Países Baixos      | 1998–2013       |
| Camiel Eurlings                            | 2013–2018       |